# 馬雷克斯·梅耶里斯
馬雷克斯·梅耶里斯（1991年9月2日—），拉脫維亞籃球運動員，現在效力於拉脫維亞球隊里加籃球俱樂部。他也代表拉脫維亞國家男子籃球隊參賽。